# Theodoros Karyotakis
Theodoros Karyotakis (griechisch Θεόδωρος Καρυωτάκης, Vorname gelegentlich als Theodore übersetzt; * 21. Juli 1903 in Argos; † 14. Juni 1978 in Athen) war ein griechischer Komponist Klassischer Musik.

## Leben
Karyotakis war ein Vetter des Dichters Kostas Karyotakis. Bereits im Alter von 14 Jahren trat er als Violinschüler Galatia Balta-Ikonomidous ins Athener Konservatorium ein. Seine Studien setzte er ab 1925 privat bei Dimitri Mitropoulos (Harmonielehre und Komposition) sowie Marios Varvoglis (Instrumentation) fort, absolvierte aber gleichzeitig ein Jura-Studium an der Athener Universität. Ab 1937 arbeitete er für einige Jahre für die Bank von Griechenland, die er einige Jahre später wieder verlassen konnte, um ausschließlich als Musiker zu arbeiten.
1936 wurden erstmals einige Werke in Athen aufgeführt, bald darauf wurden seine Werke auch in den europäischen und amerikanischen Musikzentren aufgeführt, besonders die Kleine Symphonie und die erste Violinsonate. Karyotakis engagierte sich 1957–1978 als Generalsekretär des griechischen Komponistenverbandes sowie für den Nationalen Musikrat des Landes.

## Werk
Neben einigen theatralischen und symphonischen Werken liegt ein Schwerpunkt in Karyotakis’ Liedschaffen. Er komponierte Gesangskompositionen mit Klavier und verschiedenen Kammerbesetzungen, darunter befindet sich auch die Vertonung von fünf Texten seines Cousins. Stilistisch begann er im Sinne der spätromantischen Griechischen Nationalen Schule und entwickelte analog etwa zu Komponisten wie Bartók oder Strawinski allmählich eine modernere Tonsprache, bis er sich schließlich die letzten Jahre seines Lebens seriellen Techniken zuwandte.

## Werkauswahl

### Bühnenwerke
- Musik zu Euripides’ Ion (1937)
- Prometheus. Ballett (1943)
- Märchendrama Tou fengariou louloudi (‚Des Mondes Blume‘, 1953–55)

### Orchesterwerke
- Ballade für Klavier, Streicher und Schlagzeug (1939)
- Rhapsodie für Violine und Orchester (1940 oder 1942)
- Kleine Symphonie für Streichorchester (1942)
- Serenade für kleines Orchester (1955)
- Drei Stücke für Orchester (1965)
- Konzert für Orchester (1968),
- Symphonie in einem Satz (1972)

### Kammermusik
- Sonatine für Klavier (1935)
- Präludium, Choral und Kanon für Klavier (1935)
- Partita in Modo Antico für Violine und Violoncello (1936/1959)
- Zwei Sonaten für Violine und Klavier (1945, 1955)
- Suite im alten Stil für Flöte und Klavier (1946)
- Streichquartett (1949)
- Fantasie für Violine, Viola und Klavier
- Sonatine für Violoncello solo (1963)
- Trio für Klarinette, Viola und Klavier (1969)

### Vokalmusik
- Drei Lieder für Chor a cappella (1929–1948)
- Vier Lieder für Gesang und Klavier (1943–46)
- Ta erotika (Τα ερωτικά, sechs Lieder auf Texte von K. Ourani für Mezzosopran, Flöte und Harfe, 1948)
- Ta Thia Dora (Z. Panandoniou, 1954)
- Drei Lieder (Giorgos Seferis, 1954)
- Der Zyklus der Vierzeiler, Acht Lieder nach Kostis Palamas für Sopran, Mezzosopran und Harfe (1955)
- Asma asmaton, Oratorium (1956)
- Ethries für Gesang, Klarinette, Celesta, Streicher und Schlagzeug (Odysseas Elytis, 1962)
- Der Tod Hektors nach Homers Ilias für zwei Erzähler, Sopran, Mezzosopran, gemischten Chor und 17 Instrumente (1964)
- Adagio für Gesang und Streicher (Odysseas Elytis, 1968)
- Orion für Gesang und Violine (Odysseas Elytis, 1968)
- Sieben nächtliche Vierzeiler für Gesang, Flöte, Viola, Xylophon, Gitarre und Schlagzeug (Odysseas Elytis, 1969)